# الرياضة في الجزائر
الرياضة في الجزائر ، بدأت فعليا أثناء الاستعمار الفرنسي، فمورست العديد من الرياضات وانطلقت مسابقات كثيرة عند الإستقلال، واصلت الجزائر مجهوداتها لتطوير العديد من الرياضات مثل كرة القدم، الكرة الطائرة، كرة اليد، بطولة الجزائر للتنس، الكرة الحديدية، الفنون القتالية (التايكواندو، الجودو، الكاراتيه، إلخ)، وأيضاً ألعاب القوى، ماراثون، سيف المبارزة، السباحة، التنس، سباق الدراجات،الملاكمة، جمباز، الزوارق الشراعية، الفورسية، الرياضة الميكانيكية، رفع أثقال، دون أن ننسى منتخب الجزائر العسكري لكرة القدم بطل كأس العالم للعسكريين مرتين سنة 2011 و2015
وبطل العالم بوغالم إلياس في رفع أثقال أبن سوق أهراس...الخ،

## ألعاب القوى

توفيق مخلوفي 2012 أسد الجزائر

عرف تاريخ الرياضة الجزائرية أسماء بارزة توفيق مخلوفي، الذي أحرز ذهبية سباق 1500 متر ضمن مسابقة ألعاب القوى في أولمبياد لندن سنة 2012.
، وهو أيضا صاحب الميدالية الذهبية في سباق 800 متر في البطولة الإفريقية 2012 وذهبية أخرى في دورة ألعاب كل أفريقيا 2011، وقد مثل الجزائر مرتين في بطولة العالم لألعاب القوى.

## مركز سيدي موسى
يعتبر المدرسة الوطنية بسيدي موسى الذي يتبع الاتحادية الجزائرية لكرة القدم الواقع بمنطقة سيدي موسى وسط طبيعة ساحرة، والذي دشّنه رئيس الجمهورية عبد العزيز بوتفليقة، تحفة معمارية كانت الكرة المستديرة الوطنية في حاجة ماسة إليها منذ مدة طويلة. وأنشئ هذا الصرح الرياضي، تبعا لقرار رئيس الجمهورية عبد العزيز بوتفليقة شهر ديسمبر 2003 نظرا للحاجة الملحة التي تتطلبها المعايير الدولية لتكوين لاعبين شبان وبروز نخبة كروية قادرة على التمثيل المشرف للجزائر في المحافل الدولية. ويعود تاريخ مركز سيدي موسى إلى السنوات الأولى للإستقلال، حيث كان يقصده لاعبون مميزون، لما كانوا يلقبونه بـ“القصر” على غرار حسان لالماس، رشيد مخلوفي، مصطفى زيتوني، محمد معوش، سعيد عمارة والإخوة سوكان، وتم بعث المشروع سنة 2002 من قبل المدير الحالي لهذا المركز، حميد حداج، عندما وضعت “الفاف” مخططا لإعادة بناء كرة القدم الجزائرية التي أصبحت في حاجة إلى مرافق رياضية تتماشى والمقاييس الدولية، كي تمنح نفسا جديدا لهذه الرياضة في الجزائر التي كانت تعاني في ذلك الوقت. وأعيد ترميم “القصر“، المترامي الأطراف على أرضية تقدر بـ8ر5 هكتار، بعدما عانى الويلات خلال العشرية السوداء. وتتوسط هذا البناء المعماري الساحر مساحة أرضية تقدر بـ300 هكتار وتلتف حوله بساتين ومساحات خضراء تسرّ الناظرين.
- يتكون من فندقين فخمين وقاعة بيداغوجية بكامل المستلزمات

ويتوفر المركز أيضا على عدة مبانٍ للإيواء تضم ما بين 40 و64 سريرا ومطعما بطاقة 120 مقعدا، ويسمى المركز الأول للإيواء بفندق “الأفناك” ويحوي 20 غرفة مزدوجة مخصصة للفريق الوطني الأول وقاعة للعبة البلياردو وألعاب ترفيهية للاعبين. أما مركز الإيواء الثاني فيشتمل على 64 سريرا مخصصا للمنتخبات الوطنية الشابة والمواهب الشابة، إضافة إلى الأكاديميين المتواجدين بالنظام الداخلي ويتابعون دروسا مخصصة تقدم لهم من قبل حوالي 20 أساتذا، ومبنى بيداغوجي ومكتبة وأربع قاعات للدراسة، ثلاث منها قادرة على استقطاب من 60 إلى 100 طالب بالإضافة إلى قاعة محاضرات.
- قسم العلاج والاسترجاع يتكون من أحدث التجهيزات الطبية

وتعتبر المتابعة الطبية للرياضيين الشبان أمرا ضروريا، ولهذا تم تزويد هذا المرفق التحضيري الكبير بمركز طبي رياضي، وهو يتكون من أحدث التجهيزات العالمية التي يعتمد عليها الطب الرياضي في إعادة تأهيل اللاعبين، هذا ويحتوي المركز الطبي على جهاز لإعادة تقوية عضلات الرياضي هي الوحيدة على المستوى الإفريقي، تقدر قيمتها حسب مسؤول المركز بـ 1.5 مليار سنتيم.
- أرضية معشوشبة طبيعيا بمقاييس دولية واثنتان بالعشب الصناعي

ويتكون مركز سيدي موسى من ملعبين لكرة القدم معشوشبين اصطناعيا، وأرضية ميدان من العشب الطبيعي في حالة جيدة، وقد نالت حسب مصادر قريبة من “الخضر” استحسان لاعبي المنتخب الوطني وحتى الطاقم الفني الذين أكدوا أنها أحسن من أرضيات موجودة في أوروبا، والتي تم تمويلها من قبل الاتحادية الدولية لكرة القدم “الفيفا” في إطار برنامجها التدعيمي.
- قاعتان لتقوية العضلات بمواصفات عالمية

ويضمّ المركز قاعتين لتقوية العضلات بمواصفات عالمية، تحتويان على حمام ساخن “صونا” وحوض مائي متطور (جاكوزي)، بالإضافة إلى تجهيزات عالمية تساعد اللاعب على التحضير الجيد للمواعيد الرسمية، وهو الأمر الذي استحسنه الناخب الوطني الذي أصر في كل مرة على التحضير بالمركز لما يوفره من سبل الراحة.

## الملاعب الجديدة
وفي سبيل ترقية ودفع مستوى الكرة الجزائرية، وسمعتها الدولية، فقد قررت السلطات توفير أموال ضخمة من أجل بناء العديد من الملاعب الكبيرة عبر مختلف ولايات الوطن، من بينها ستة ملاعب تتطابق مع الشروط العالمية المعمول بها، وقادرة على أستقبال أحداث كروية في حجم كأس أمم إفريقيا وحتى كأس العالم، وهي كل من ملعب نيلسون مانديلا ببراقي و ملعب الدويرة بالجزائر العاصمة، ملعب تيزي وزو ملعب وهران الجديد، ملعب سطيف وملعب قسنطينة.

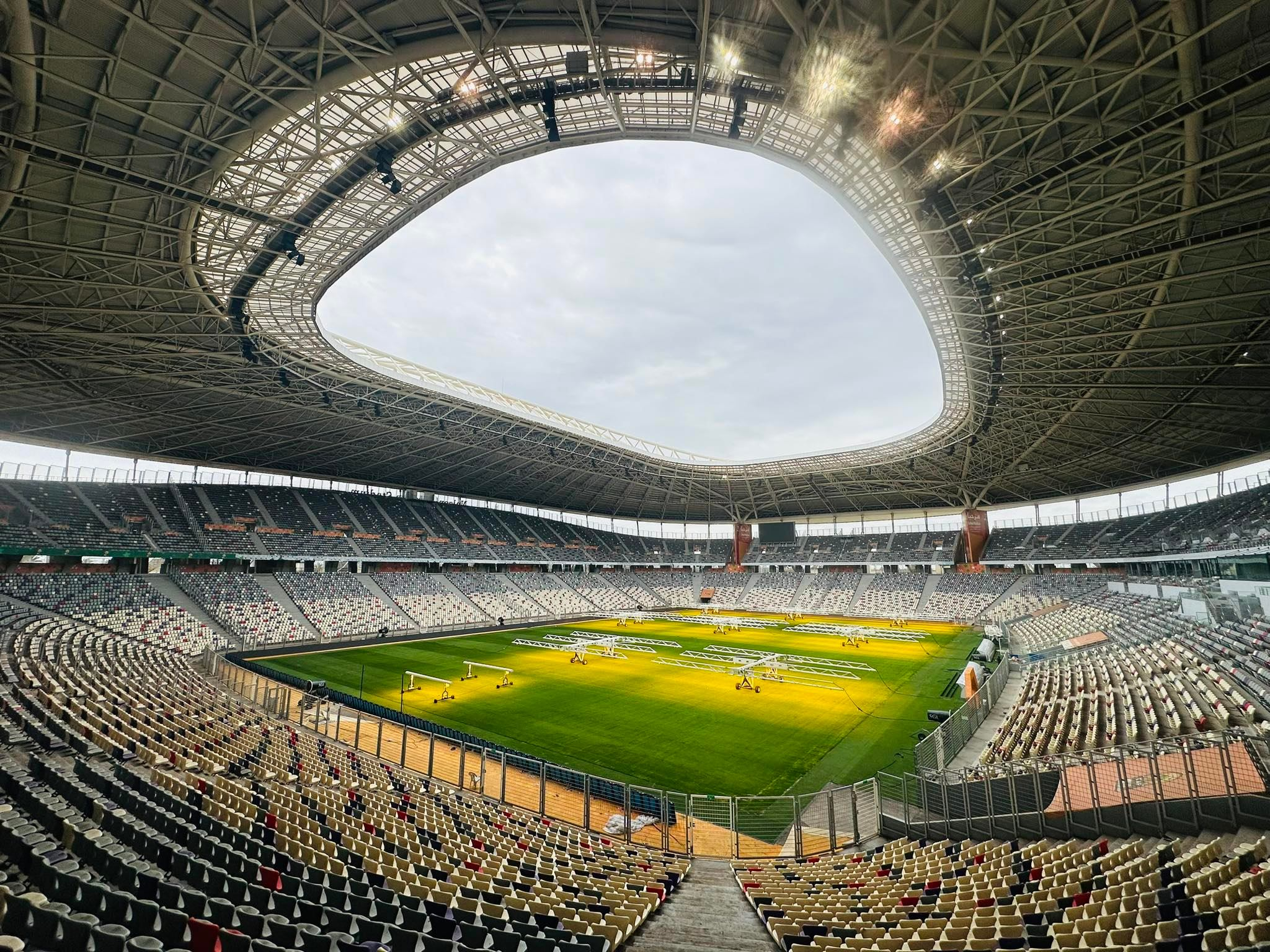
ملعب نيلسون مانديلا من الداخل بالجزائر العاصمة.

## الألعاب

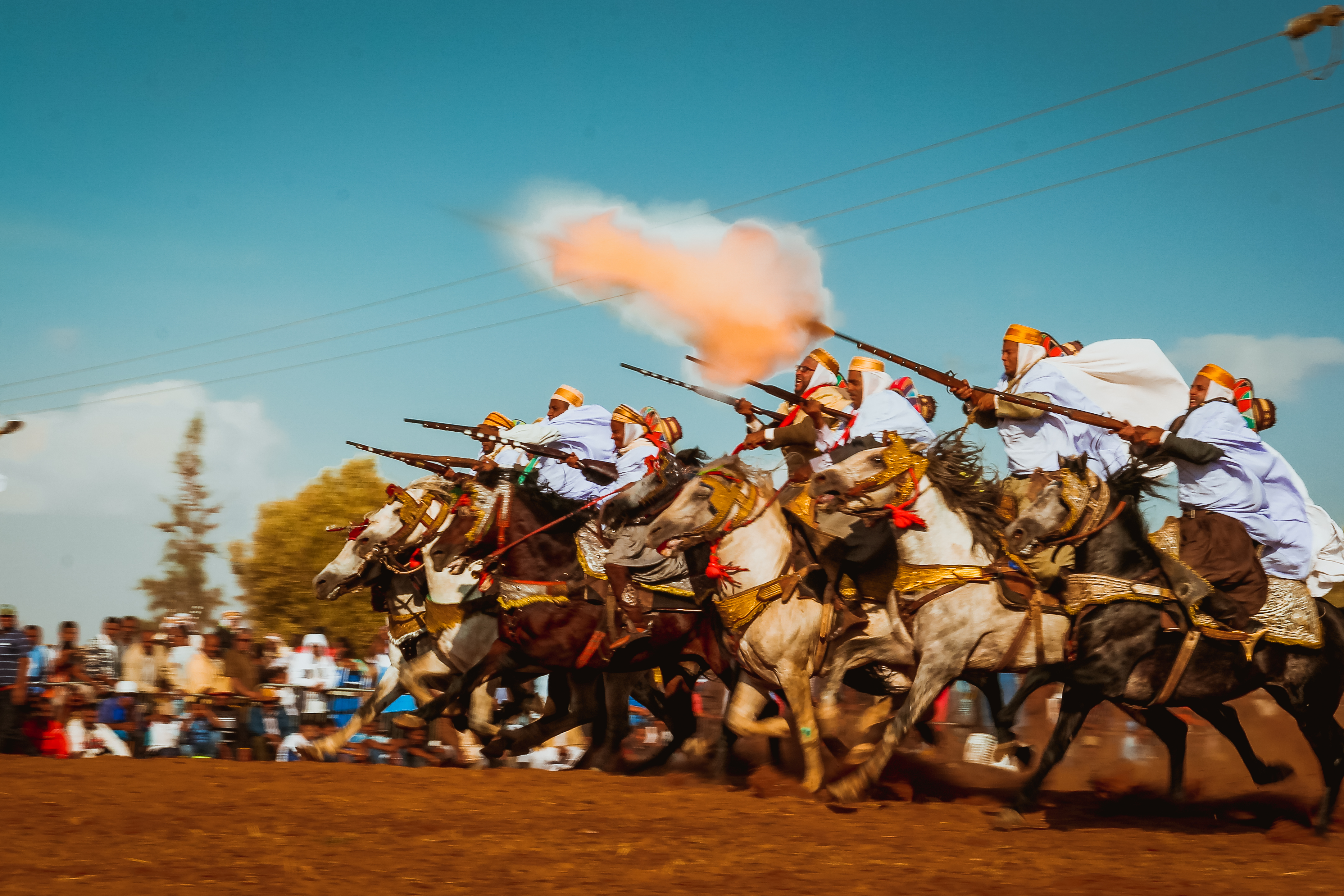
استعراض لعب البارود في عين تموشنت، الجزائر، 2016

- وجد اللعب في عصر ما قبل التاريخ، في الأوراس، البربر، يلعب الناس ألعابا عديدة مثل (الخردبة)، الورق، وكذلك الدامة والشطرنج اللذان يعتبران جزءا من الثقافة الجزائرية وخاصة سباقات الخيل (فنتازيا) والرماية تعتبر جزءا من الترفيه الثقافي لبعض من الجزائريين.

## الرياضات

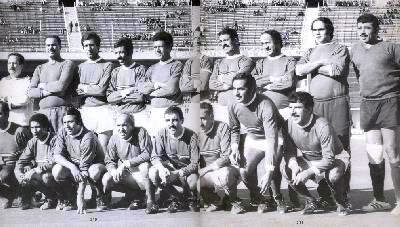
فريق جبهة التحرير الوطني لكرة القدم 1974 مقابلة الاعتزال

الرياضة الأكثر ممارسة في الجزائر والأكثر شعبية هي كرة القدم، أسس العديد من نوادي كرة القدم في أوائل القرن العشرين. شجعت جمعية العلماء المسلمين الجزائريين بقوة مبادرة إنشاء الكشافة الإسلامية الجزائرية، مورست العديد من النشاطات الرياضية في هذه المنظمة ثم قام الحزب الشعبي الجزائري بمعاينة الكشافيين والنوادي الرياضية، شارك الكثير من الجزائريين في تظاهرات رياضية متنوعة في القرن العشرين (الألعاب الأولمبية، الألعاب الإفريقية، ألعاب البحر الأبيض المتوسط، إلخ.).
- أثناء حرب الجزائر[3]

شارك فريق جبهة التحرير الوطني لكرة القدم في عدة مسابقات دولية ومقابلات ودية أهمها:

## مباريات فريق الجبهة
| مباريات ضد الفريق الوطني أ | مباريات ضد الفريق الوطني أ | مباريات ضد الفريق الوطني أ |
| التاريخ                    | ضد                         | النتيجة                    |
| -------------------------- | -------------------------- | -------------------------- |
| 3 مايو 1958                | تونس                       | 5-1                        |
| 9 مايو 1958                | المغرب                     | 2-1                        |
| 11 مايو 1958               | تونس                       | 6-1                        |
| مارس 1959                  | تونس                       | 4-0                        |
| 20 مايو 1959               | بلغاريا                    | 3-4                        |
| نوفمبر 1959                | شمال فيتنام                | 5-0                        |
| يناير 1960                 | ليبيا                      | 7-0                        |
| 29 مارس 1961               | يوغوسلافيا                 | 6-1                        |
| أبريل 1961                 | بلغاريا                    | 1-3                        |
| يونيو 1961                 | رومانيا                    | 5-2                        |
| يونيو 1961                 | المجر                      | 2-2                        |

- بنيت العديد من المجمعات الرياضية في الجزائر، ملعب كرة القدم في الجزائر يكون تحت إدارة ناد كرة القدم الجزائري، ووزارة الشباب والرياضة (الجزائر) تسير كل النشاطات المتعلقة بالرياضة، تنظم في الجزائر العديد من الأنشطة الرياضية المتعلقة بمختلف الرياضات، توجد العديد من الإتحاديات الرياضية التي تساعد في تطور الرياضات، وأهمها الإتحادية الجزائرية لكرة القدم (FAF) هذه الأخيرة هي عبارة عن منظمة تجمع نوادي كرة القدم الجزائرية وتنظم المسابقات الوطنية والمباريات الدولية للتشكيلة الجزائرية (منتخب الجزائر لكرة القدم)
- أول جزائري حاصل على الميدالية الذهبية هو الوافي بوقرة في 1928م أثناء الألعاب الأولمبية بأمستردام في الماراتون، العديد من الرجال والنساء كانوا أبطالا في ألعاب القوى في التسعينيات مثل حسيبة بولمرقة، نور الدين مورسلي... إلخ، في كرة القدم نحتت الكثير من الأسماء في تاريخ الرياضة في الجزائر مثل رابح ماجر، لخضر بلومي، إلخ، وفي الملاكمة، هنالك عدة أسماء مثل محمد بن قاسمية بطل العالم، لوصيف حماني بطل إفريقيا... إلخ.

## كرة القدم
- تمتلك الجزائر إتحادية لكرة القدم وهي تسير لعبة كرة القدم في الجزائر وتنظيم المسابقات والبطولات والمباريات الدولية لكل فئات الفرق والمنتخبات الجزائرية.

تأسست الإتحادية الجزائرية لكرة القدم سنة 1962م وانضم لهيئة الفيفا سنة 1963، وهو عضو فاعل في الإتحاد الإفريقي منذ 1964.

### التاريخ

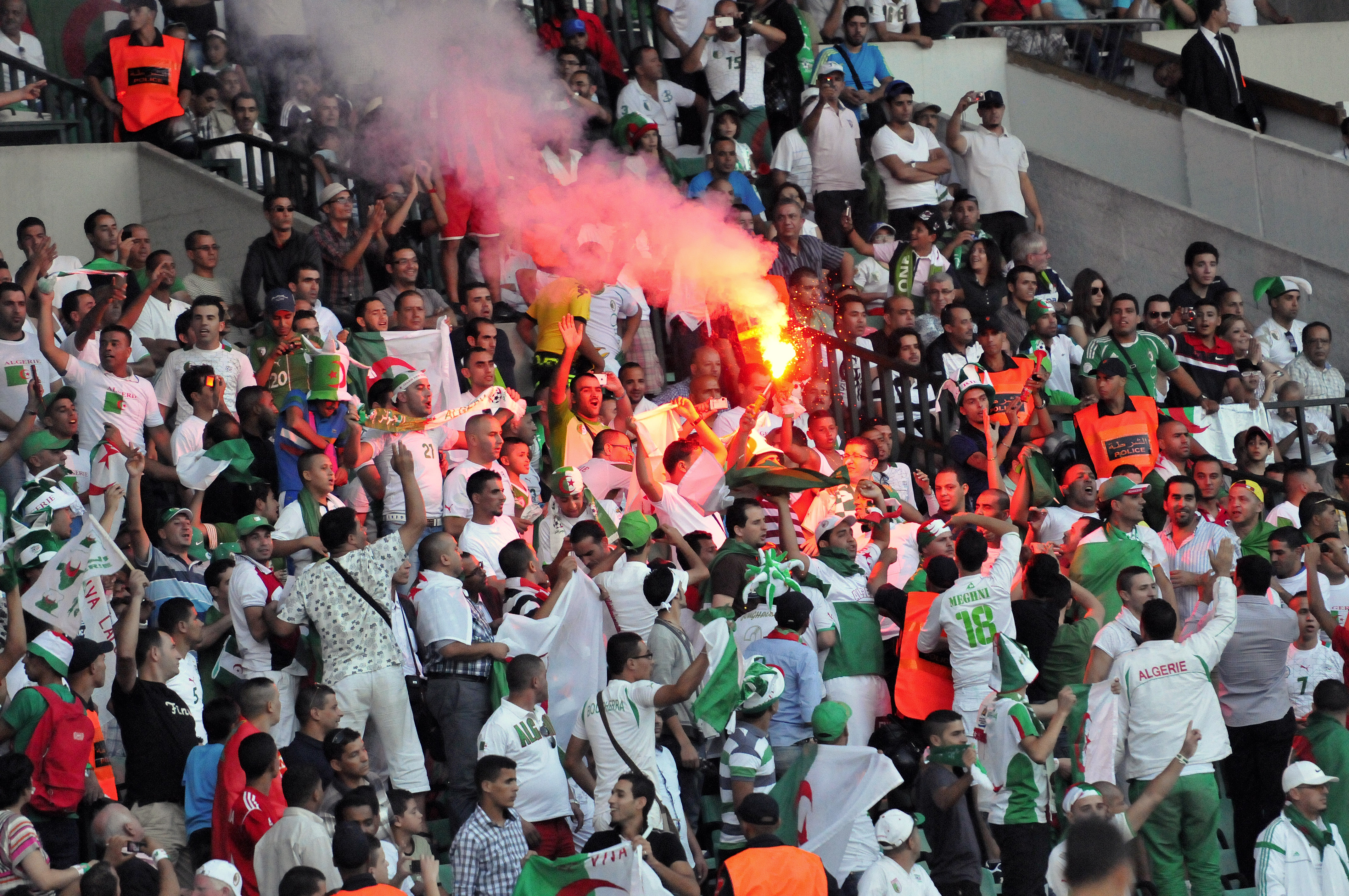
الجمهور الجزائري الذي حير العالم

أول مباريات منتخب الجزائر لكرة القدم لعبت ضد تونس في تونس في 1 جوان 1957، الجزائر لم تكن مستقلة أثناء هذه المبارات، لكنها كانت قد أعلنت أستقلالها من طرف واحد فازت الجزائر بهذه المباريات بنتيجة هدفين لواحد قبل أستقلال البلد في 1962م لاعبون من أصول جزائرية، مثل رشيد مخلوفي، عبد العزيز بن تيفور، أو حتى محمد زكراوي أول مدرب للفريق، لعبوا لصالح منتخب فرنسا في أفريل 1958، أنشئ محمد بومزراق، فريق جبهة التحرير الوطني لكرة القدم، في المنفى بتونس، أعتمادا على اللاعبين الجزائريين المستقرين في فرنسا.
أسست الإتحادية الجزائرية لكرة القدم في 1962، سنة استقلال الجزائر، انضمت إلى الفيفا سنة 1963 وإلى الكاف سنة 1964م، الجزائر في أول مشاركة لها في مسابقة دولية، أي في كأس الأمم الأفريقية لكرة القدم 1968، خرجت من المسابقة بهزيمتين ضد إثيوبيا (1-3) هدف من تسجيل بوعلام عميروش وضد ساحل العاج (0-3) وأنتصار (4-0) على أوغندا (ثلاثية من حسن للماس وهدف من مختار خالم)، شاركت الجزائر في كأس العالم لكرة القدم لأول مرة سنة 1970 في 17 اوت 1973 في ليبيا، سجلت الجزائر أكبر أنتصار لها على اليمن الجنوبي، بنتيجة 15 هدفا لهدف واحد، ولكن في 21 أفريل 1976، في كوتبوس، ألمانيا الشرقية، سجلت الجزائر أكبر هزيمة لها وذلك ضد ألمانيا الشرقية بنتيجة (5-0)، من 1970 إلى 1978 لم تتأهل الجزائر إلى أية مسابقة دولية، ولكنها بالمقابل فازت في هذه المدة بألعاب البحر الأبيض المتوسط سنة 1975 والألعاب الإفريقية سنة 1978.
أثناء كأس أفريقيا 1980م، وصلت الجزائر إلى النهائي، وذلك بعد المشوار التالي: بعد التعادل أمام غانا (0-0)، سجلت الجزائر انتصارين على المغرب (1-0)، هدف لخضر بلومي وعلى غينيا (3-2)، هدف حسين بن ميلودي وثنائية من تاج بن زاولة، ثم في النصف النهائي، أطاحت الجزائر بمصر بضربات الترجيح (4-2) بعد انتهاء الوقت الرسمي (2-2)، هدف صلاح عصاد وبن ميلودي)، في النهائي، هزمت الجزائر أمام نيجيريا (3-0)، في كأس الأمم الأفريقية لكرة القدم لسنة 1982 احتلت الجزائر المركز الرابع وبالتالي تأهلت إلى كأس العالم 1982م، تمكنت الجزائر من لعب نهائيات كأس العالم وذلك بفضل جهود جيل متميز من لاعبي كرة القدم (رابح ماجر، لخضر بلومي، مصطفى دحلب، صلاح عصاد).

#### كأس العالم 1982

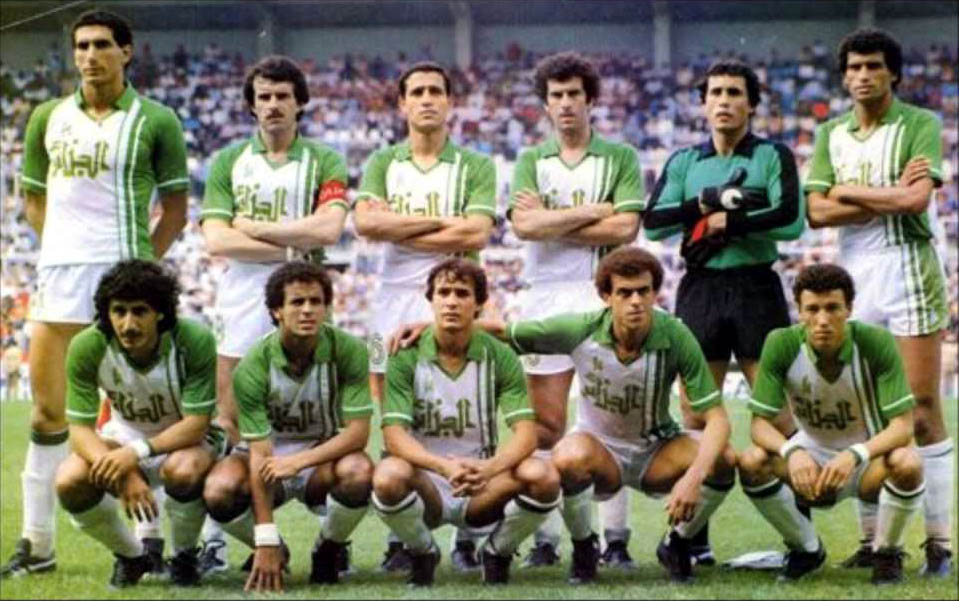
فريق الوطني الجزائري 1982

كل العالم يتذكر كأس العالم 1982 في إسبانيا أين هزمت الجزائر أكبر مرشح لنيل اللقب، ألمانيا الغربية (2-1) (أهداف رابح ماجر ولخضر بلومي)، في مرحلة المجموعات. ومن ثم خسرت أمام النمسا وأنتصرت على الشيلي (3-2) (ثنائية من صالح عصاد وهدف من تاج بن زاولة) ز كانت هذه أول مشارك للجزائر في كأس العالم، وقد تقرر مصير الجزائريون بمبارات ألمانيا الغربية ضد النمسا: حيث فقط فوز صغير لألمانيا الغربية كان كفيلا بتأهيل الفريقين الأوروبيين، على حساب الجزائر افتتحت ألمانيا باب التسجيل بعد 10 دقائق من اللعب، بعد ذلك قرر الفريقين عدم القيام بأية هجمة وأكتفيا بالتمريرات القصيرة بين اللاعبين لمدة ساعة كاملة من أجل المحافظة على النتيجة كما هي، وهذا سبب بإقصاء الجزائر.
في 1984م حصلت الجزائر على المركز الثالث في كأس الأمم الأفريقية لكرة القدم 1984، في كأس الأمم الأفريقية لكرة القدم 1986، أقصيت الجزائر في الدور الأول، وذلك بعد هزيمتين وتعادل، في المكسيك، أثناء كأس العالم لكرة القدم 1986، لم يتجاوز الجزائريون الدور الأول مجددا بعدما أوقعتهم القرعة في مجموعة صعبة تتكون من أيرلندا الشمالية (تعادل1-1)، البرازيل (خسارة 1-0) وإسبانيا (خسارة 3-0)، الهداف الوحيد في المسابقة هو جمال زيدان بعد ذلك، لم تستطع الجزائر التأهل لكأس العالم مجددا، في 1990 أستضافت الجزائر كأس الأمم الأفريقية لكرة القدم وأحرزت اللقب الإفريقي على أرضها. كما عرفت الدورة تألق المهاجم رابح ماجر الذي كان له دور كبير في التتويج.

#### كأس العالم 1986
تأهل المنتخب الجزائري لدورة كأس العالم لسنة 1986 والتي أقيمت في المكسيك، وشارك في المجموعة الرابعة التي ضمت منتخبات قوية وهي: " البرازيل وإسبانيا وأيرلندا الشمالية، وبقيادة المدرب رابح سعدان لم يتمكن  المنتخب الجزائري من تحقيق نتائج جيدة بسبب المشاكل قد شتت من شمل الفريق وهذا ما أدى إلى المردود المتواضع رغم التعادل مع أيرلندا الشمالية (1 : 1) والمباراة التاريخية التي خسرها الخضر أمام البرازيل بهدف جاء إثر خطأ في الدفاع مع وضوح سيطرة المنتخب الجزائري لدرجة أنه من يغض النظر عن لون اللباس لا يفرق بين الجزائر والبرازيل ثم انهزم الخضر مع منتخب إسبانيا نتيجة للتعب والإرهاق. ويقصى بذلك المنتخب الجزائري.

#### كأس أمم إفريقيا 1990

شكل الكأس الأفريقية سنة 1990 التي فازت بها الجزائر

وفي سنة 1990، استضافت الجزائر كأس الأمم الأفريقية. وشاركت ضمن المجموعة «أ» التي ضمت منتخبات كل من مصر ونيجيريا وساحل العاج. حيث تمكن الجزائريون من تحقيق ثلاث انتصارات سهلة أولها على منتخب نيجيريا بنتيجة (5 : 1) بثنائيتين لكل من «جمال مناد ورابح ماجر وهدف من جمال عماني»، وثانيها على كوت ديفوار بنتيجة (3 : 0) بأهداف كل من «جمال مناد والطاهر شريف الوزاني وشريف وجاني»، وعلى منتخب مصر بنتيجة (2 : 0) بأهداف أمضاها كل من «جمال عماني وموسى صايب». وفي النصف النهائي، فاز الجزائريون على منتخب السنغال بنتيجة (2 : 1) سجل هدفي الجزائر كل من جمال مناد وجمال عماني أمام جمهور بلغ عدده 85 ألفا في ملعب 5 جويلية 1962. وفي النهائي، وفي نفس الملعب، وأمام جمهور قدر بـ 100 ألف مناصر، واجه منتخب الجزائر نظيره النيجيري مجدداً بعد أن تمكن هذا الأخير من التأهل بعد أن حل ثانيا في المجموعة «أ» وهزم المنتخب الزامبي في النصف النهائي ويتمكن من حجز مكان له في النهائي، وفي الدقيقة 38 من المباراة تمكن شريف وجاني من إمضاء هدف رائع مكن الجزائر من التتويج بـكأس الأمم الأفريقية للمرة الأولى في تاريخها. كما توج اللاعب جمال مناد بلقب أفضل هداف برصيد 4 أهداف.

#### بطل كأس الأمم الأفرو-آسيوية 1991
بعد فوزه بكأس الأمم الأفريقية واجه المنتخب الجزائري نظيره المنتخب الإيراني صاحب الميدالية الذهبية في دورة الألعاب الآسيوية 1990 ببكين ضمن بطولة كأس الأمم الأفرو آسيوية. وجرت مباراة الذهاب في طهران وخسر المنتخب الجزائري بنتيجة (2 : 1)، وفي لقاء الإياب في الجزائر العاصمة، تمكن المنتخب الجزائري من تحقيق فوز بنتيجة (1 : 0) وبجمع أهداف المباراتين تكون النتيجة تعادلا (2 : 2)، ولكن هدف الجزائر خارج الديار كان الفاصل، ليتمكن بفضله من التتويج بالكأس. ولحد الآن يعتبر المنتخب الجزائري، المنتخب العربي الوحيد الذي توج بكأس هذه البطولة لحد الآن.

#### كأس العالم 2010

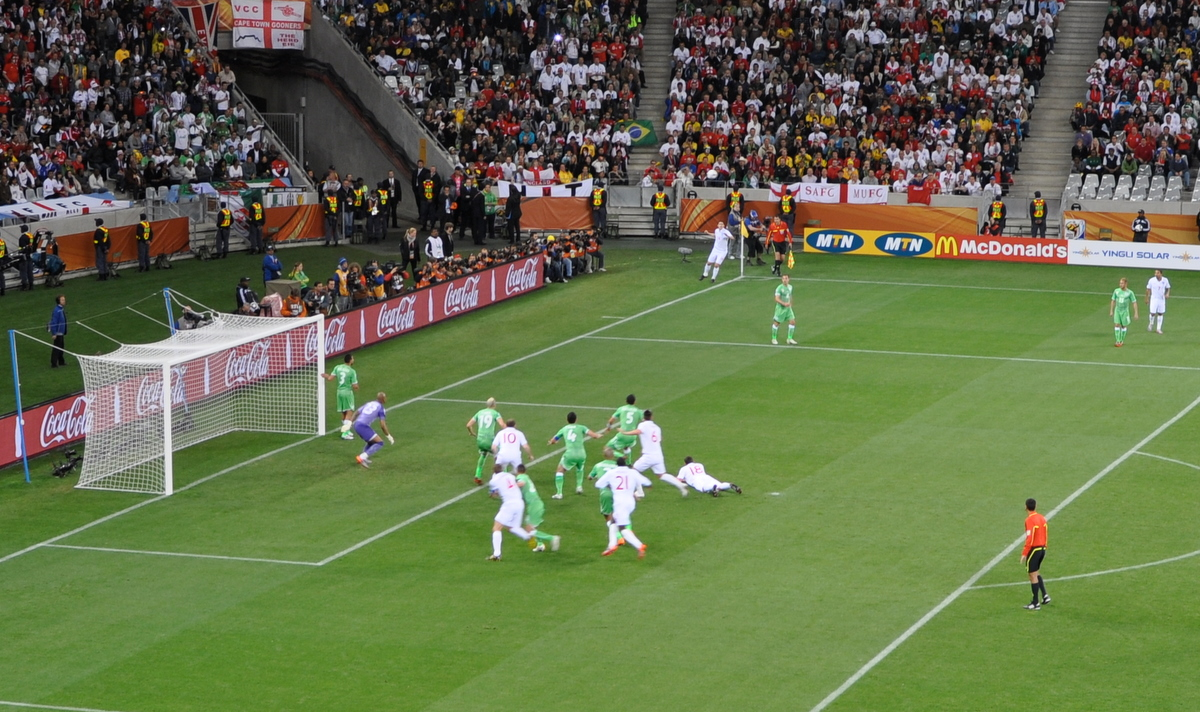
لقطة من لقاء المنتخب الجزائري ونظيره الإنجليزي خلال الدور الأول من كأس العالم لكرة القدم 2010

خاضت الجزائر تصفيات بطولة لكأس العالم 2010 حيث أطاحت ببطل القارة وتأهلت بعد مباراة فاصلة مع مصر في أم درمان بالسودان بعد أنتصار بنتيجة (1-0) من تسجيل المدافع عنتر يحيى خرجت الجزائر من الدور الأول بعد هزيمتين وتعادل، الخسارة الأولى كانت مع سلوفينيا (1-0)، ثم تعادل تاريخي أمام أحد أكبر المرشحين لنيل اللقب إنجلترا (0-0)، ثم هزيمة ثانية أمام منتخب الولايات المتحدة لكرة القدم بنتيجة (0-1)، حيث لم تسجل أي هدف كما تلقى لاعبان بطاقتان حمراوتان، عبد القادر غزال أمام سلوفينيا وعنتر يحيى أمام أمريكا وبهذا يكون عبد القارد غزال أول لاعب جزئري يتلقى بطاقة حمراء في المونديال.

#### كأس العالم 2014

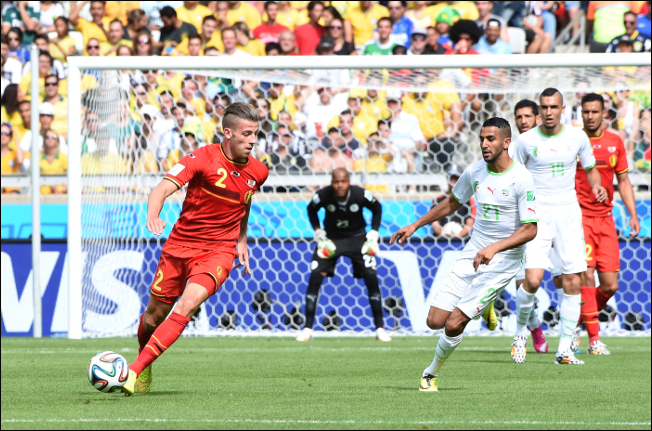
لقطة من مباراة الجزائر - بلجيكا، البرازيل 2014

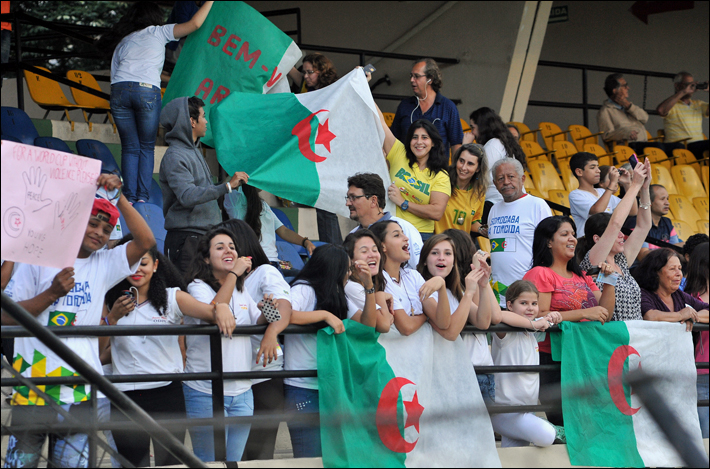
مناصري الفريق الجزائري في كأس العالم 2014 البرازيل

كانت الإقصائيات صعبة جداً وشاقة، أجريت القرعة ووقعت في آخر المجموعات، مجموعة ضمت: بلجيكا، روسيا، كوريا الجنوبية، وصفها الكثيرون بأنها مجموعة فخ، فبالفعل نصب المحاربون فخاً لمنافسيهم وأعطوهم دروساً، كانت صافرة البداية مع منتخب بلجيكا لكرة القدم وبالرغم من الخسارة (1-0) الإ أن العالم أجمع تحدث عنها، فطريقة الأداء حقاً كانت مثيرة، انتهت التجربة البلجيكية وبدءت التجربة الكورية، قام المدرب بإجراء خمس تغيرات دفعة واحدة ليفوز الفريق الجزائري (4-2)، لم يعد أمامهم الإ مواجهة الدب الروسي، تقدم الروس بهدف مباغت الإ أن جاء دور المحارب سليماني وأرتقى عالياً وأحرز الهدف لتتهادي الكرة في شباك الروس معلنة عن صعود إلى الدور الثاني لأول مرة في تاريخ الكرة الجزائرية كانت النتيجة التعديل (1-1)، ليصطدم بمنتخب عريق منتخب عنيد هو المنتخب الألماني، في ثاني يوم شهر رمضان، انتهى الشوط الأول معلناً التعادل كنتيجة وتفوق الفريق الجزائري في الأداء، ومع بداية الشوط الثاني أنتفض الألمان في محاولة منهم لإستعادة بريقهم المفقود أمام المحاربين، حاولوا مراراً وتكراراً ولكن كان يحمي عريننا أسد اسمه رايس وهاب مبولحي، انتهت المباراة وكانت النتيجة تعادل، ولأن هذه المباراة تسمي مباراة إقصائية لابد من خروج أحد الفريقين تم التمديد لوقت إضافي، تقدم الجميع للأمام الإ أن الله شاء أن يحرز الألمان هدفاً ثانياً في آخر دقائق المباراة هذا الهدف كان بمثابة رصاصة الرحمة فقد أيقن الجميع أن المباراة في طريقها للألمان، فعبد المؤمن جابو بهدفه في مرمى الألمان أصبح صاحب آخر هدف يسجل في كأس العالم لكرة القدم 2014 في التاريخ في الدقيقة 121.

### كأس امم إفريقيا 2019

تشكيلة المنتخب الجزائري ضد السنغال في نهائي كأس أمم إفريقيا 2019 بمصر.

شارك منتخب الجزائر لكرة القدم في كأس الأمم الأفريقية لكرة القدم 2019 التي نظمت في مصر في الفترة من 21 يونيو 2019 إلى 19 يوليو 2019. وفي مشاركته الثامنة عشر، تمكن منتخب الجزائر من إفتكاك كأس الأمم الأفريقية بقيادة المدرب جمال بلماضي لثاني مرة في تاريخه بعد 1990 في الجزائر بعد فوزه على منتخب السنغال بهدف اللاعب الجزائري بغداد بونجاح.
جاء تتويج الخضر بعد مشوار ممتاز في بطولة مميزة. حيث كانت أول بطولة لكأس أمم أفريقية يشارك بها 24 فريقًا في 4 أدوار. تمكن الجزائريون فيها من تحقيق 9 انتصارات متتالية دون خسارة. ورغم أن المنتخب الجزائري لم يكن ضمن المرشحين للفوز بهذه الدورة، إلا أن أداءه في المباريات الأولى من المنافسة كشف النقاب عن منافس شرس لا يخفي هدفه بالظفر بالكأس.

## كرة اليد
كرة اليد هي ثاني أكثر شعبية والرياضة المشاركة في الجزائر.المنتخب الجزائري لكرة اليد لديه ستة ألقاب في بطولة أفريقيا لكرة اليد للرجال، وأربع ميداليات ذهبية في دورة الألعاب الأفريقية كلها، والعديد من الألقاب الأخرى مع ال و بقيادة المدرب جمال بلماضي.ديد من المشاركات في بطولة العالم لكرة اليد للرجال وفي الألعاب الأولمبية. الأندية الوطنية هي أيضا قوية وكسبت العديد من الألقاب الدولية.
الجزائر جنبا إلى جنب مع تونس، هي واحدة من أفضل الفرق الأفريقية لكرة اليد الذكور. وقد فاز الفريق الوطني لكرة اليد للرجال بعدة ألقاب منها في بطولة أفريقيا في 1981 و1983 و1985 و1987 و1989 و1996. كما انتصر فريق كرة اليد الجزائري للسيدات في عدة بطولات منها البطولة الأفريقية والألعاب العربية.

## الجودو
من بين مؤسسي الجودو الجزائري سيداني محمد، وكان ذلك في عام 1976 مع الشباب الرياضي (كابيلي) الذي فاز بالعديد من البطولات الوطنية والبطولات الأفريقية للانضباط. ولد في عام 1936 في آيت أوانتشي في الجزائر، هاجر في عام 1948 إلى فرنسا حيث ساهم في نضال التحرير داخل اتحاد فرنسا، حزام أسود في عام 1956، وقال انه سيجعل العديد من المسابقات في اليابان، شارك في تأسيس الجودو الجزائرية من عام 1963. وبعد ذلك «سيد الجودو» في عدة أندية. توفي في عام 1981، ودفن في قريته الأصلية بالقرب من تيزي وزو.
وتخصص له العديد من المحاضرات كل عام في غرف الجودو، وكثير منها يحمل اسمه.
وفاز لاعب الجودو عمار بن خليف، وعلي ادير، عدة مرات بطولة الجودو الأفريقية للرجال. كما أن العديد من النساء مثل صورايا حداد، سليمة سواكري، حصلن على جوائز في البطولة الأفريقية للجودو النسائية.

## الرغبي
الرجبي رياضة ثانوية في الجزائر. الإتحادية الجزائرية للرغبي هو المنظمة التي تهدف إلى تعزيز ممارسة رياضة الرغبي في الجزائر.

## الملاكمة
كان للجزائر العديد من أبطال أفريقيا والعالم في الملاكمة، وحصل على العديد من الميداليات في الملاكمة في دورة الألعاب الاولمبية. وشمل بطل الملاكمة في البلاد محمد بن قاسمية، ولوصيف حماني، وحسين سلطاني بطل الأولمبي في أتلانتا 1996.

## الجمباز
أصبحت الجزائرية كيليا نمور أول لاعبة جمباز أفريقية وعربية تفوز بميدالية أولمبية عندما حصلت على الذهبية بأولمبياد باريس2024

## الأحداث الرياضية

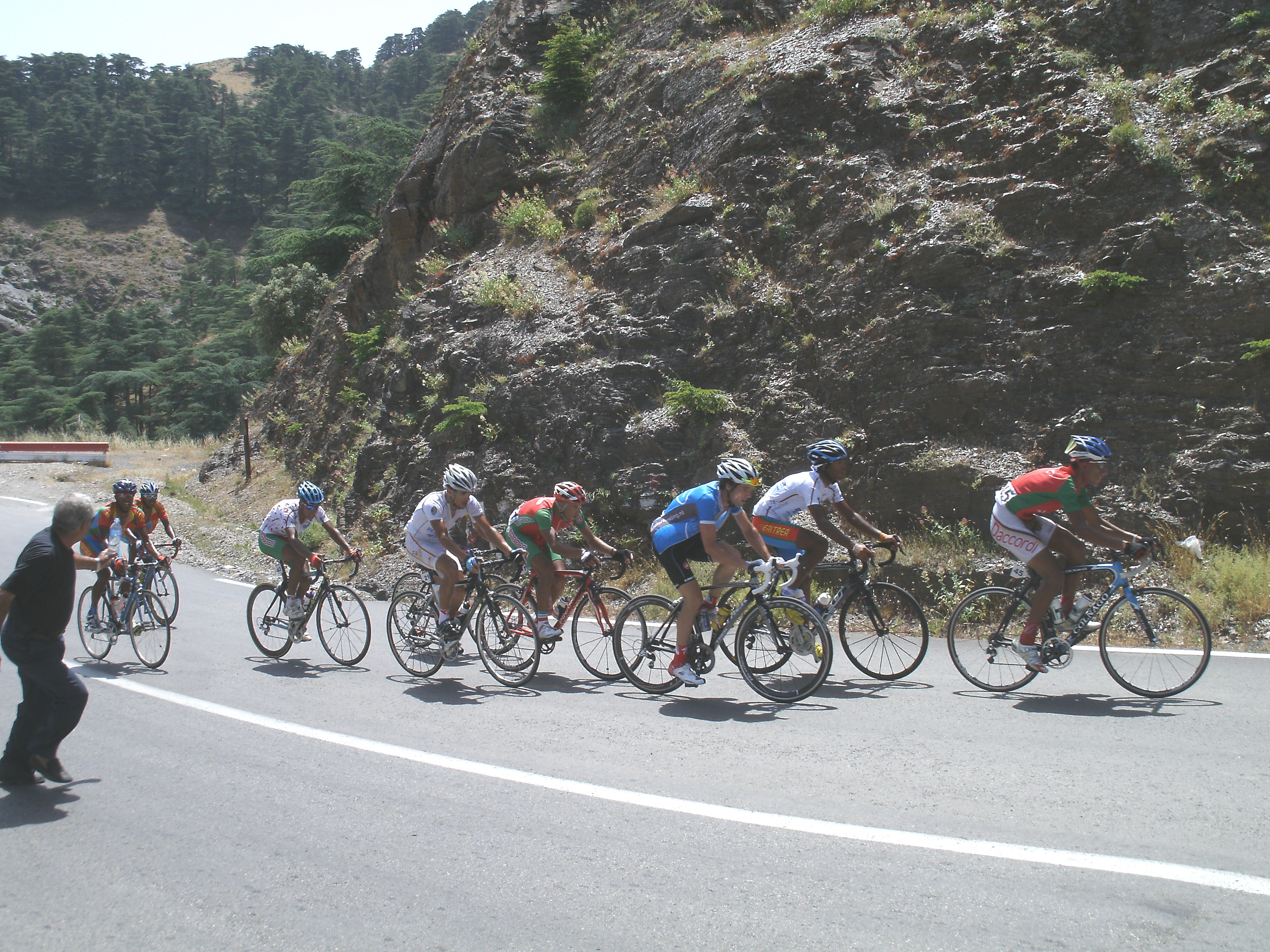
طواف الجزائر 2011

- ألعاب البحر الأبيض المتوسط 1975، 2022.
- 1981–1988: رالي داكار - باريس الجزائر داكار
- بطولة إفريقيا لكرة اليد للرجال، 1976، 1989، 2000 و2014.
- الألعاب الإفريقية 1978 و2007.
- كأس الأمم الأفريقية لكرة القدم 1990.
- بطولة إفريقيا لكرة الطائرة للرجال 1993.
- بطولة إفريقية لكرة الطائرة لأقل من 23 سنة
- بطولة إفريقيا لكرة السلة 1995 و2005.
- الألعاب العربية 2004.
- البطولة الإفريقية لألعاب القوى لصنف أواسط (أقل من 20 سنة) تلمسان
- بطولة افريقيا للامم لأقل من 20 سنة 2013
- بطولة شمال إفريقيا لكرة القدم لمنتخبات أقل من 23 سنة 2015
- مسابقة الدولية للقفز على الحواجز بقسنطينة 2017
- ماراثون الجزائر الدولي. (كل سنة)
- طواف الجزائر الدولي للدرجات. (كل سنة)
- دورة الجزائر المفتوحة للتنس. (كل سنة)
- الجائزة الكبرى لرئيس الجمهورية للفروسية. (كل سنة)
- سباق الخيل بخروبة. (كل سنة)
- رالي راد الجزائر الدولي. (كل سنة)
- البطولة الوطنية للقفز على الحواجز (الجزائر) (كل سنة)

## أبرز التتويجات

شعار كأس الأمم الأفريقية لكرة القدم 1990 الجزائر

- حقق الجزائري، (أتوات) رفقة مساعديه (بوكريف) و (كلوة) المركز الأول في رالي باريس داكار سنة 1980 فئة الشاحنات على متن شاحنة جزائرية الصنع سوناكوم.
- 02 كأس الأمم الأفريقية لكرة القدم 1990و2019.[4]
- 01 كأس الأمم الأفرو آسيوية 1991
- 02 منتخب الجزائر العسكري لكرة القدم بطل العالم 2011 و2015.
- 01 منتخب الجزائر للرغبي بطل أفريقيا مصر 2010.
- 01 كأس الأمم الأفرو آسيوية 1991.
- 01 دورة ألعاب كل أفريقيا 1978.
- 01 ألعاب البحر الأبيض المتوسط 1975.
- 04 دوري أبطال أفريقيا مولودية الجزائر (1976)، وفاق سطيف (1988)، شبيبة القبائل (1981، 1990).
- 01 كأس الكؤوس الأفريقية شبيبة القبائل (1995).
- 03 كأس الاتحاد الأفريقي شبيبة القبائل (2000، 2001، 2002).
- 01 الكأس الأفروآسيوية للأندية وفاق سطيف (1989).
- 03 دوري أبطال العرب وداد تلمسان (1998)، وفاق سطيف (2007، 2008).
- 02 البطولة العربية للأندية الفائزة بالكؤوس مولودية وهران (1997، 1998).
- 01 كأس السوبر العربي مولودية وهران (1999).
- 01 كأس شمال أفريقيا للأندية البطلة وفاق سطيف (2009).
- 01 كأس سوبر شمال إفريقيا وفاق سطيف (2010).
- 03 الكأس المغاربية للأندية البطلة شباب بلوزداد (1970، 1971، 1972).
- 02 الكأس المغاربية للأندية الفائزة بالكؤوس مولودية الجزائر (1972، 1974).
- 01 محمد بن قاسمية، تحصل على لقب بطل إفريقيا سنة 1994 في وزن نصف الثقيل واللقب العالمي (WBB).
- 01 دحو جمال ملاكم محترف، بطل العالم مرتين (wbc) و (ubo).
- 01 فوز الجزائري محمد فليسي بالميدالية البرونزية في وزن الذبابة، الذي سبق له التتويج بفضية بطولة العالم عام 2013.
- 02 بطولة العالم للكرة الحديدية بكرواتيا 2015 حيث حصلت الجزائر علي ميداليتان برونزيتين في بطولة العالم للكرة الحديدية التي أقيمت في مدينة رييكا كرواتيا
- 01 فوز الفارس الجزائري إبراهيم مسراتي، بقسنطينة بالجائزة الدولية الكبرى للقفز على الحواجز (سي أس إي1 و2 نجمة) «سيرتا جمبينغ تور 2017» بمركز الفروسية لبلدية عين عبيد.
- 02 أحرزت الجزائر ذهبية سباق 1500 متر ضمن مسابقة ألعاب القوى في أولمبياد لندن سنة 2012، وأيضا ميدالية الذهبية في سباق 800 متر في البطولة الإفريقية 2012 بواسطه العداء توفيق مخلوفي
- 01 حققت إيناس بكرار لقب بطولة إفريقيا للأواسط لكرة المضرب تحت 18 سنة، بعد فوزها على اللاعبة المصرية ياسمين عزت بمجموعتين دون رد تفاصيلها 6-4 / 6-4.
- 01 تتويج الجمبازية الجزائرية كيليا نمور بميدالية ذهبية بأولمبياد باريس2024 وهي أول إفريقية و عربية تفوز بميدالية في الألعاب الأولمبية في رياضة الجمباز

## المنتخبات
- منتخب الجزائر (الأول)
- منتخب الجزائر للمحليين
- منتخب الجزائر العسكري لكرة القدم
- منتخب الجزائر الأولمبي
- منتخب الجزائر للشباب
- منتخب الجزائر تحت 20 سنة لكرة القدم
- منتخب الجزائر للناشئين
- منتخب الجزائر لكرة القدم المصغرة
- منتخب الجزائر لكرة القدم الشاطئية
- منتخب الجزائر لكرة القدم الخماسية
- منتخب الجزائر للكرة الحديدية
- منتخب الجزائر الجمباز
- منتخب الجزائر للسيدات
- منتخب الجزائر لكرة اليد للسيدات
- منتخب الجزائر لكرة السلة للسيدات
- منتخب الجزائر للرغبي
- منتخب الجزائر لكرة اليد
- منتخب الجزائر لكرة السلة
- منتخب الجزائر للتنس
- منتخب الجزائر لهوكي الجليد

## المنافسات الكروية
- كأس الجزائر
- كأس السوبر الجزائري

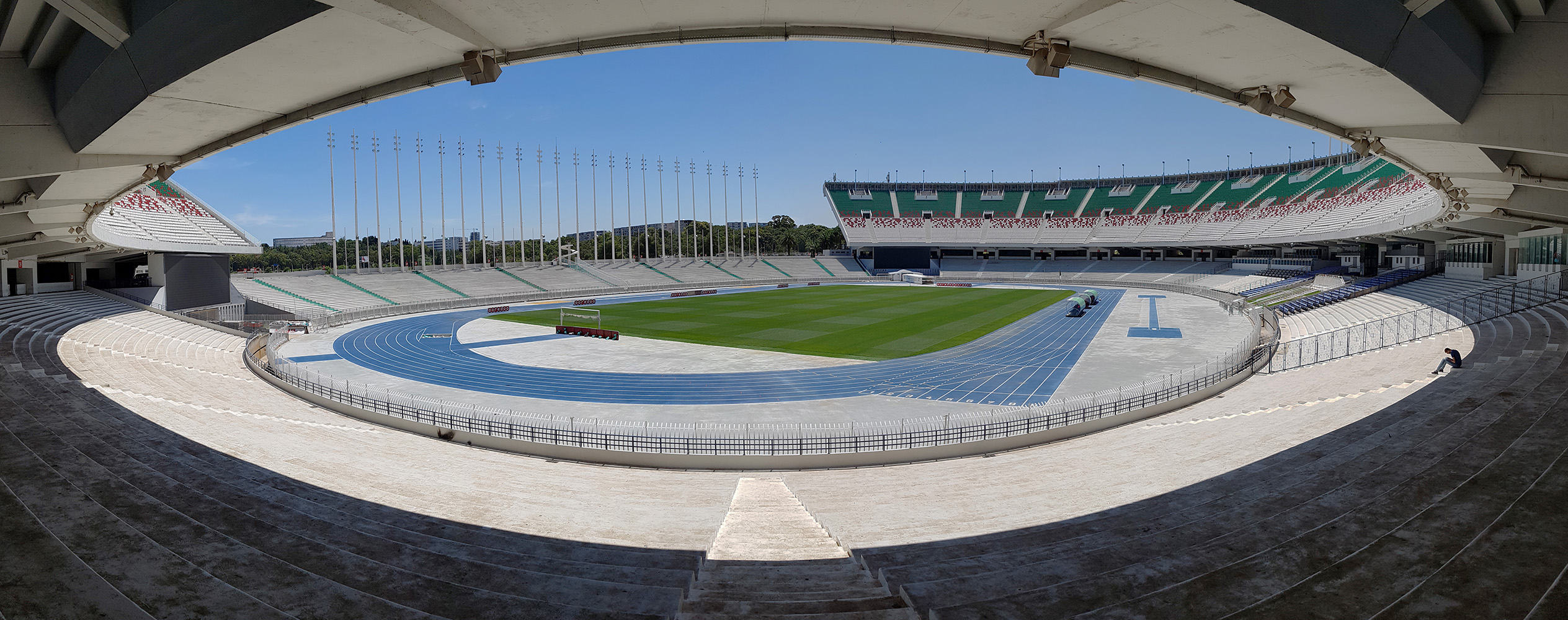
ملعب 5 جويلية

- الرابطة الجزائرية المحترفة الثانية
- الرابطة الوطنية لكرة القدم هواة (القسم الثالث)
- بطولة ما بين الجهات (القسم الرابع)
- الرابطة الجهوية الأولى لكرة القدم
- الرابطة الوطنية لكرة القدم داخل القاعة
- الرابطة الوطنية لكرة القدم النسوية
- البطولة الجزائرية لكرة القدم النسوية

## وصلات خارجية
- وزارة الشبيبة والرياضة الجزائرية
- افتتاح المتحف الأولمبي الجزائري
- جريدة الهداف الرياضية (أخبار الرياضة الجزائرية)
- صفحه الجزائر على موقع اللجنة الاولمبيه الدوليه

## معرض الصور

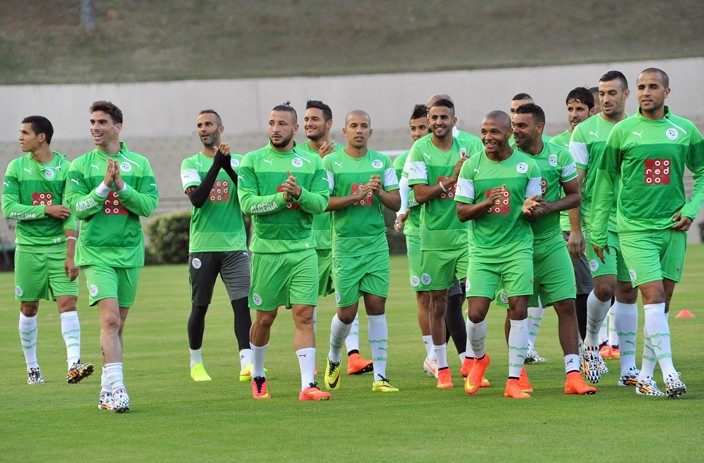
الفريق الجزائري لكرة القدم في البرازيل
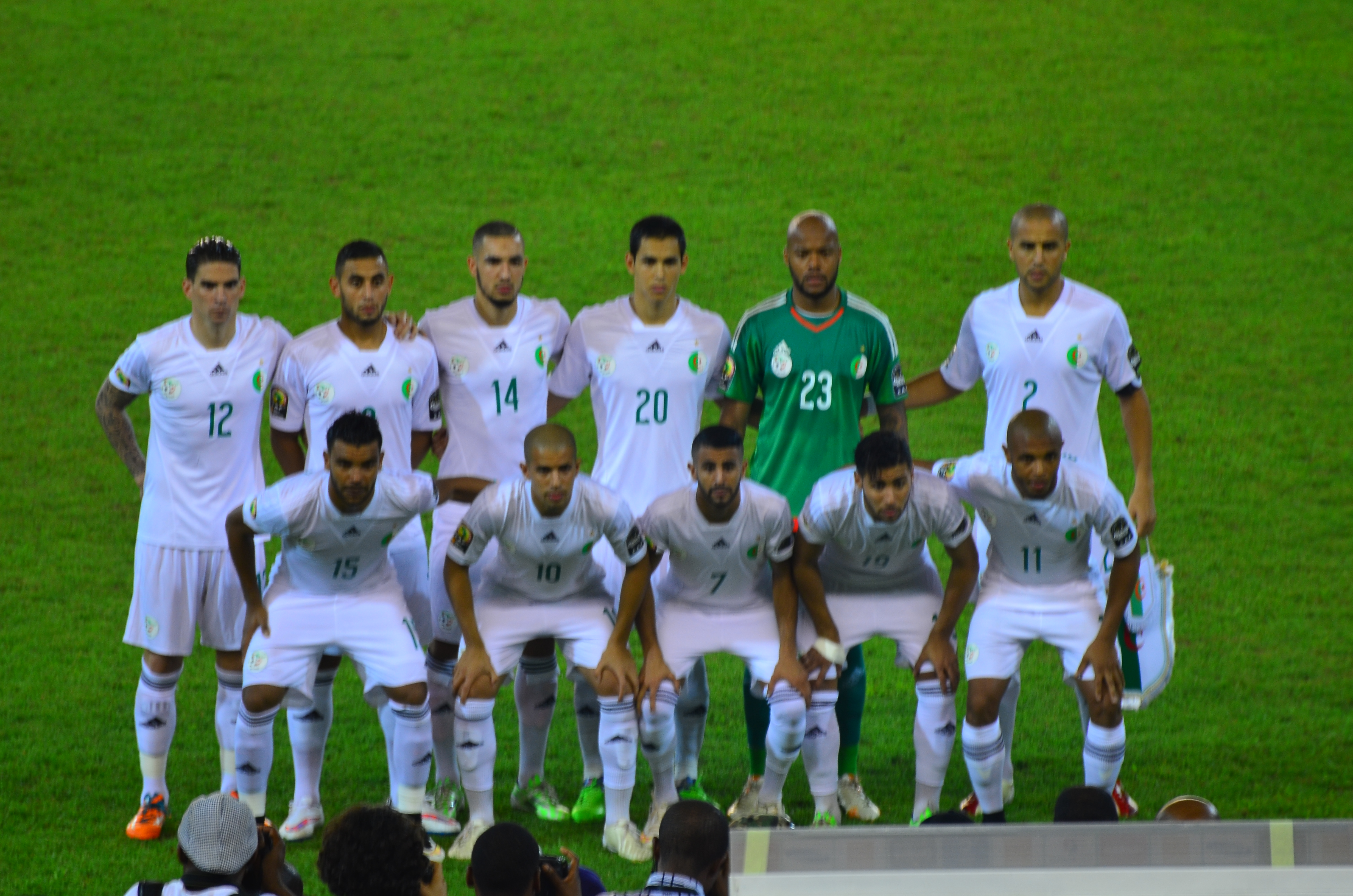
الفريق الجزائري كأس أفريقيا 2015
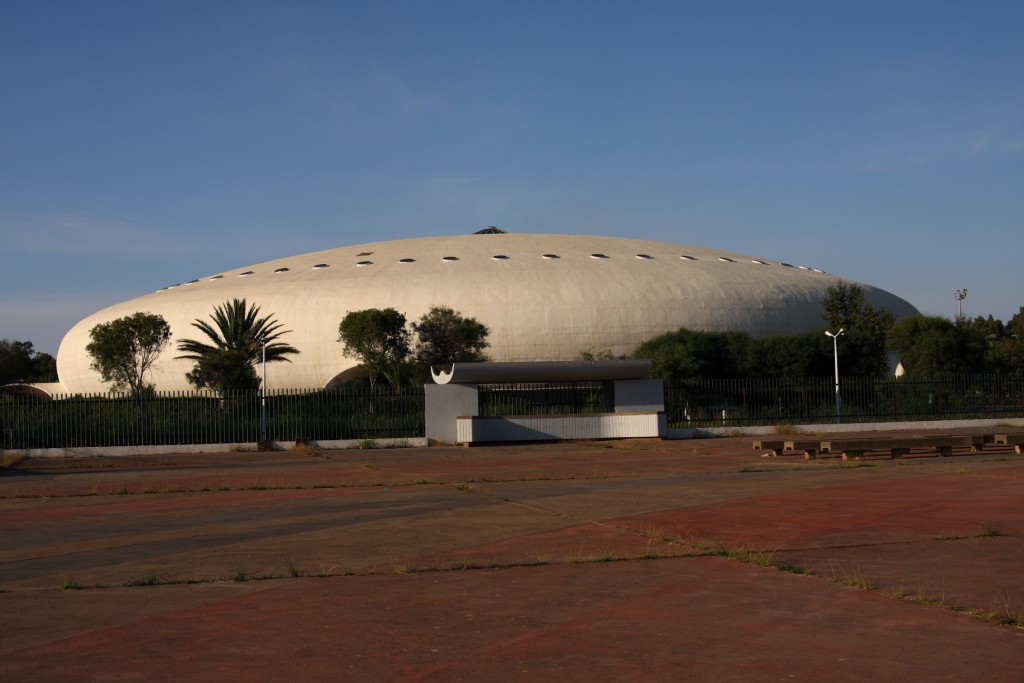
القاعة البيضاوية متعددة الرياضات
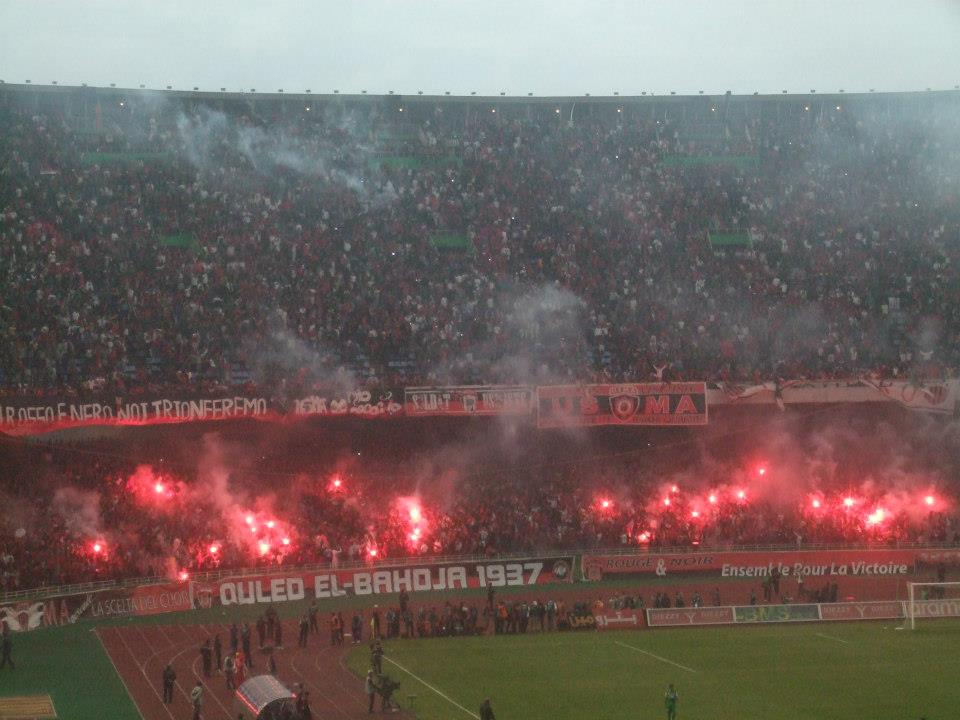
المشجعين الجزائرين في ملعب 5 جويلية
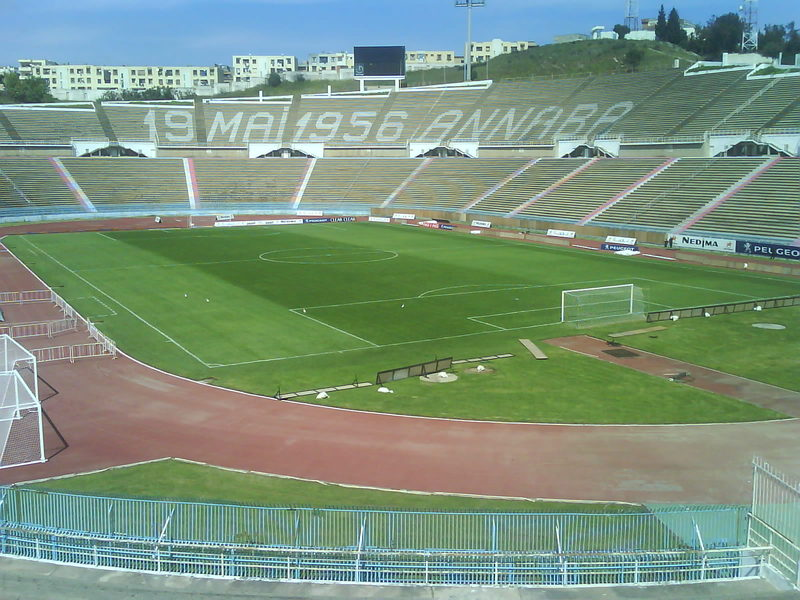
ملعب عنابة (19 ماي)
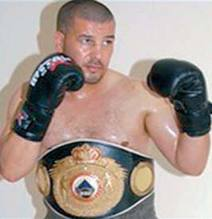
محمد بن قاسمية بطل العالم
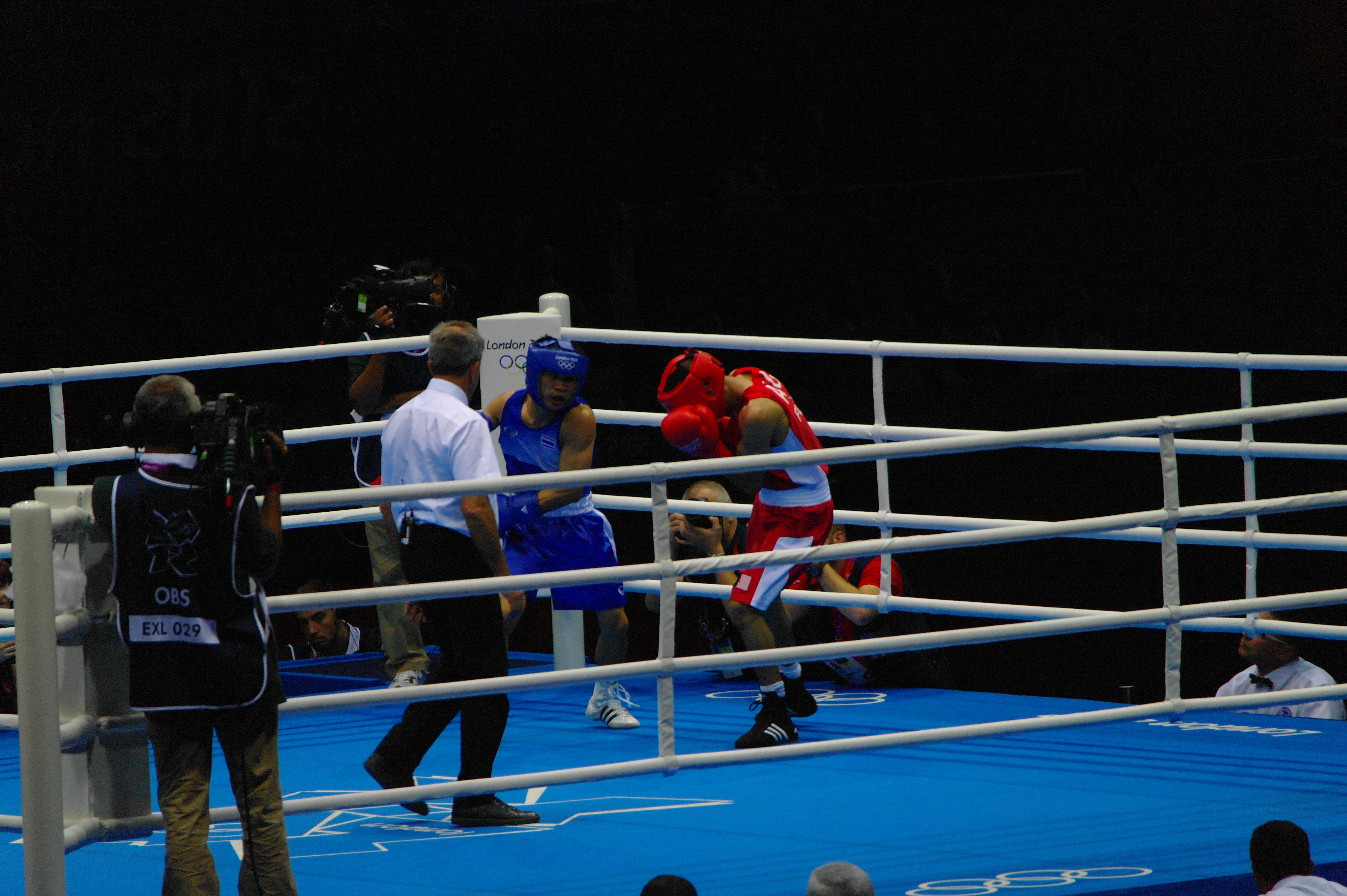
الملاكم محمد فليسي
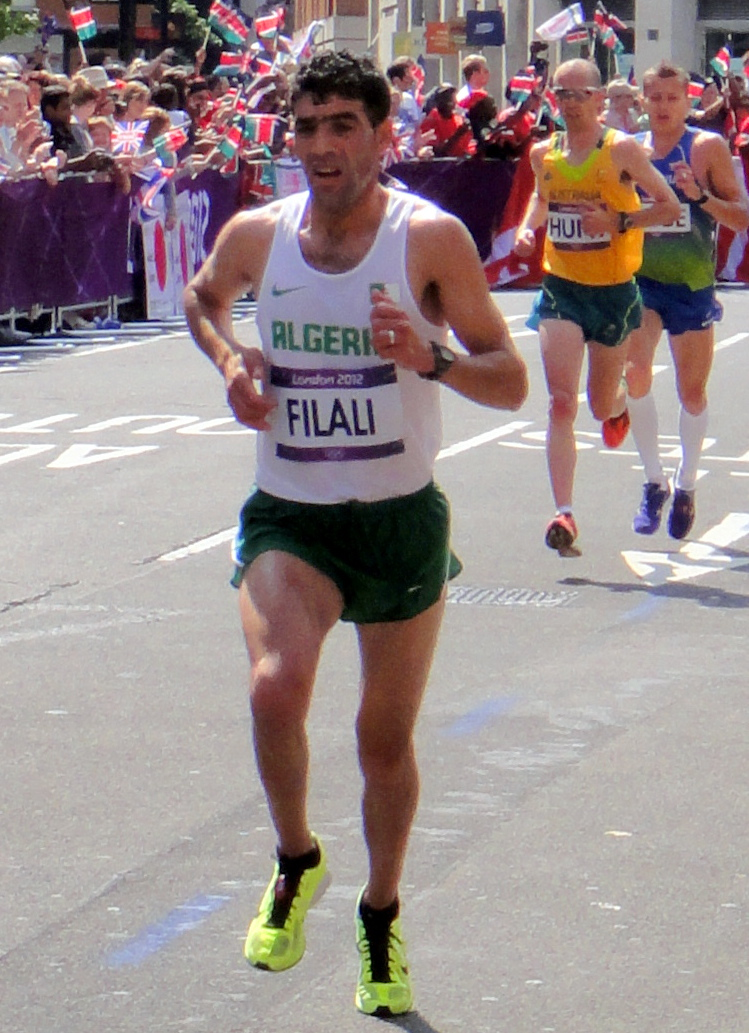
طيب فيلالي مارثون لندن 2012
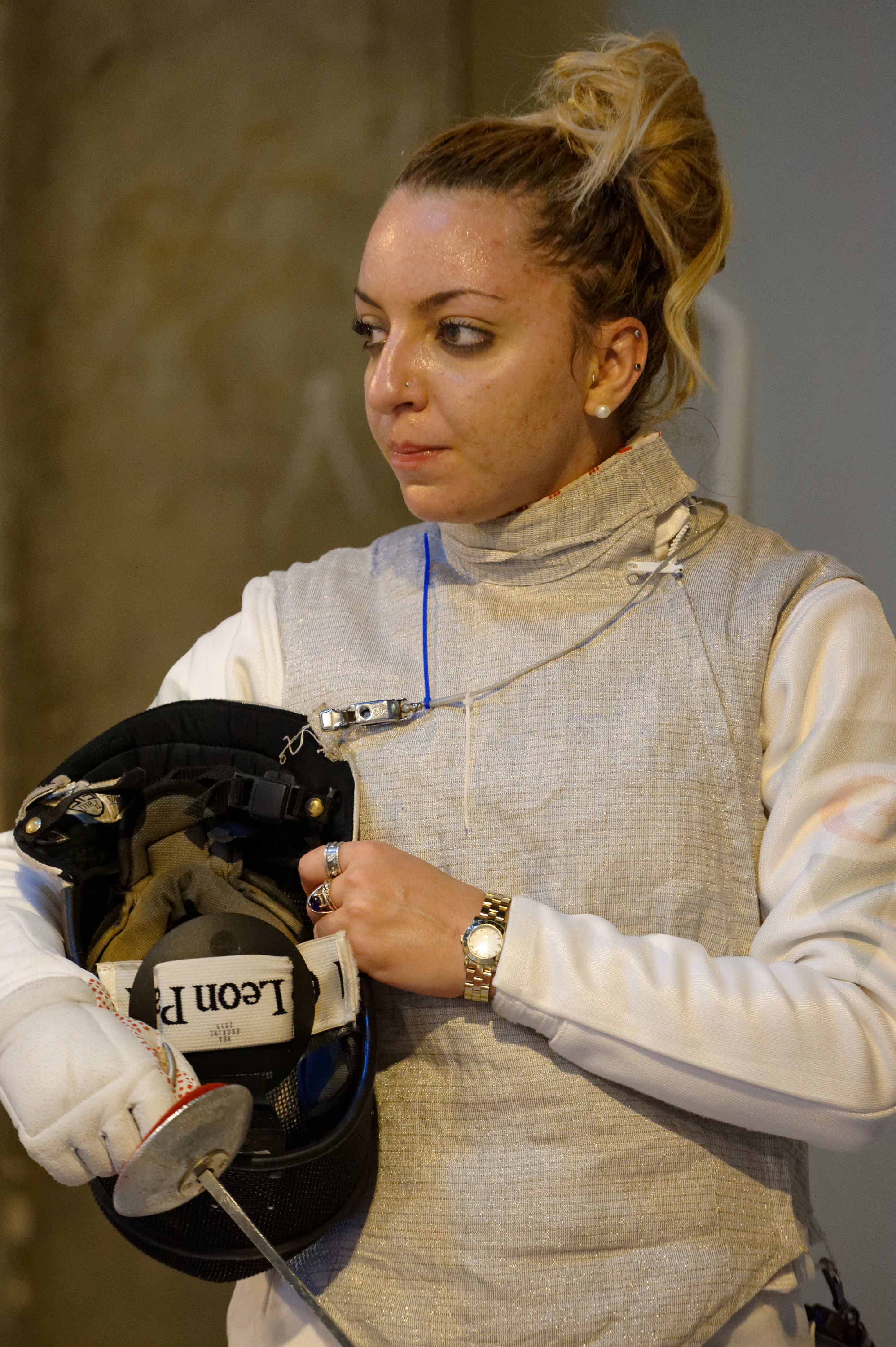
أنيسة خلفاوي المبارزة بالسيف
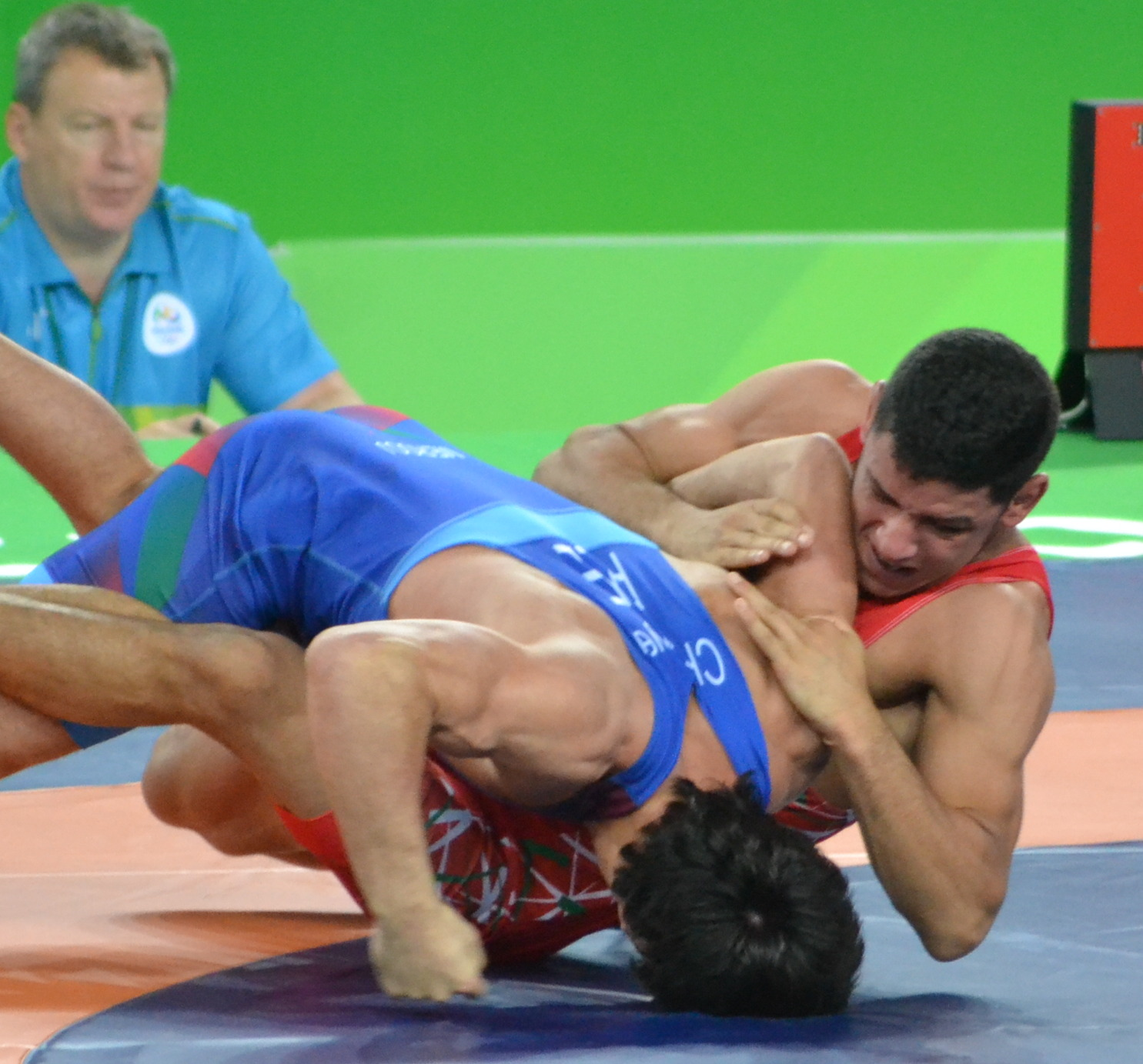
طارق بن عيسى
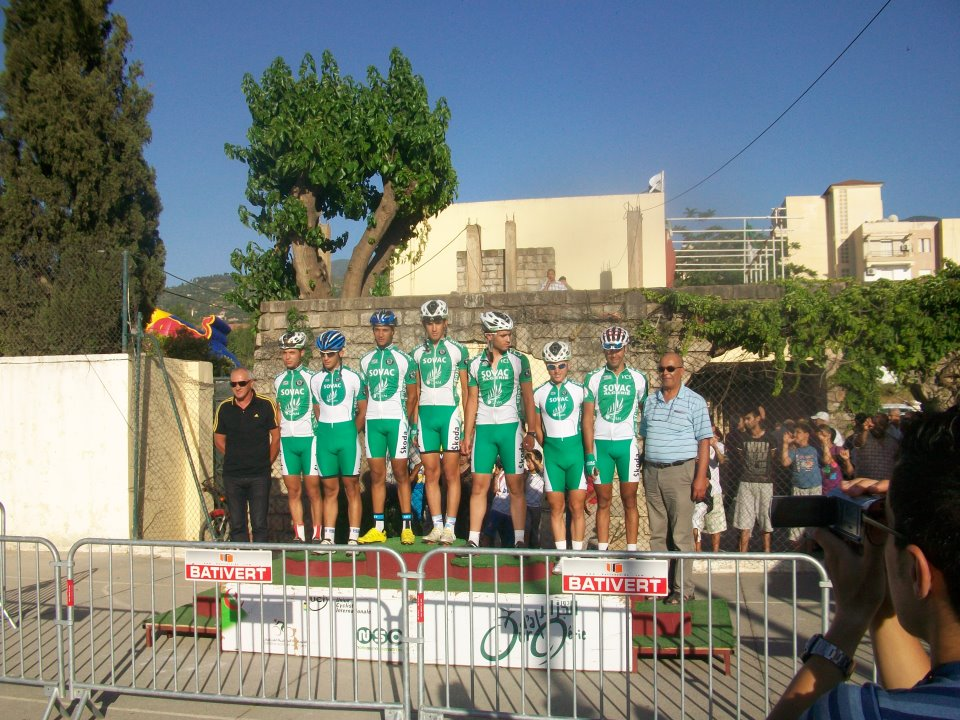
طواف الجزائر
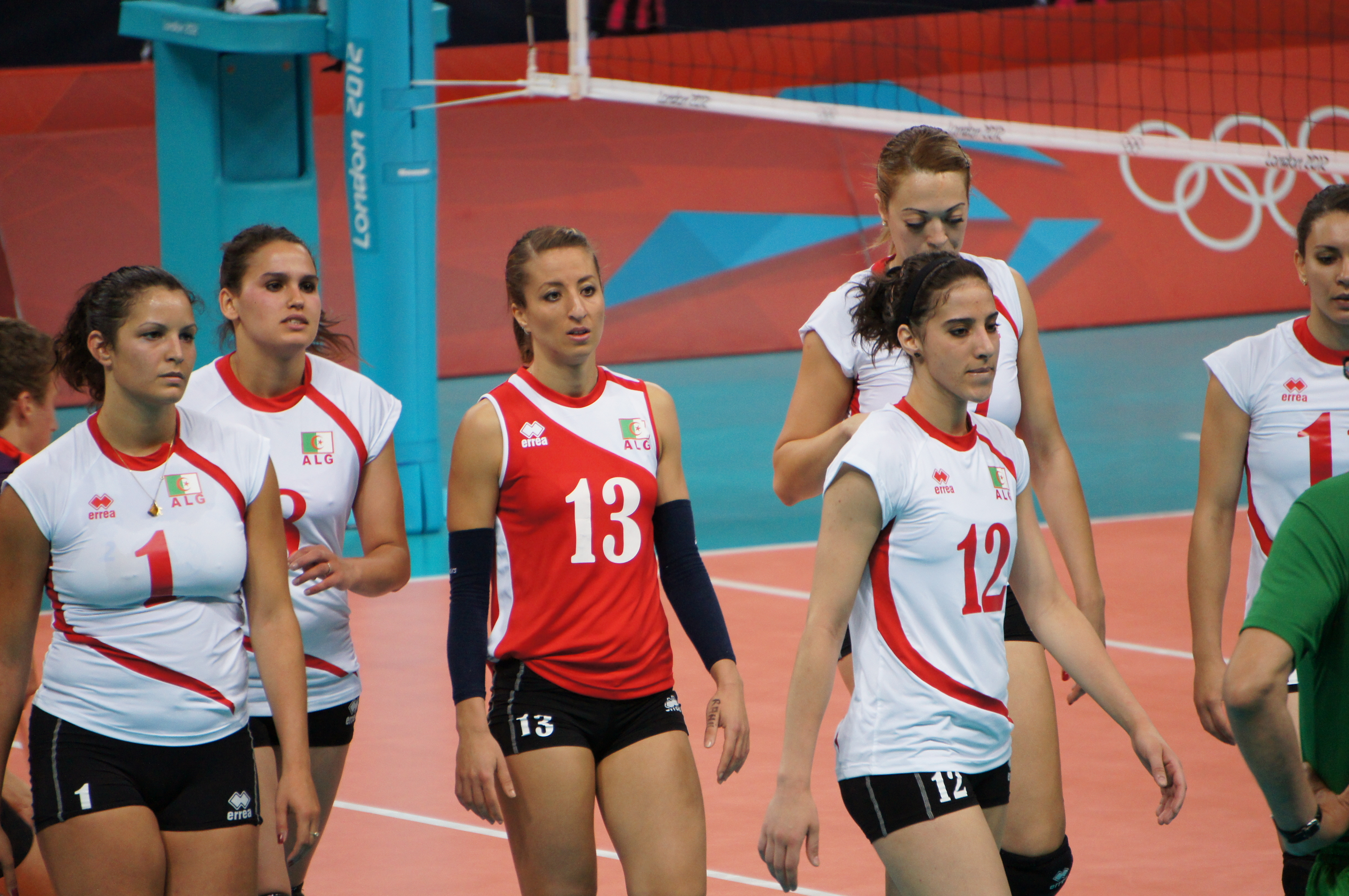
فريق الجزائري النسوي لكرة الطائرة
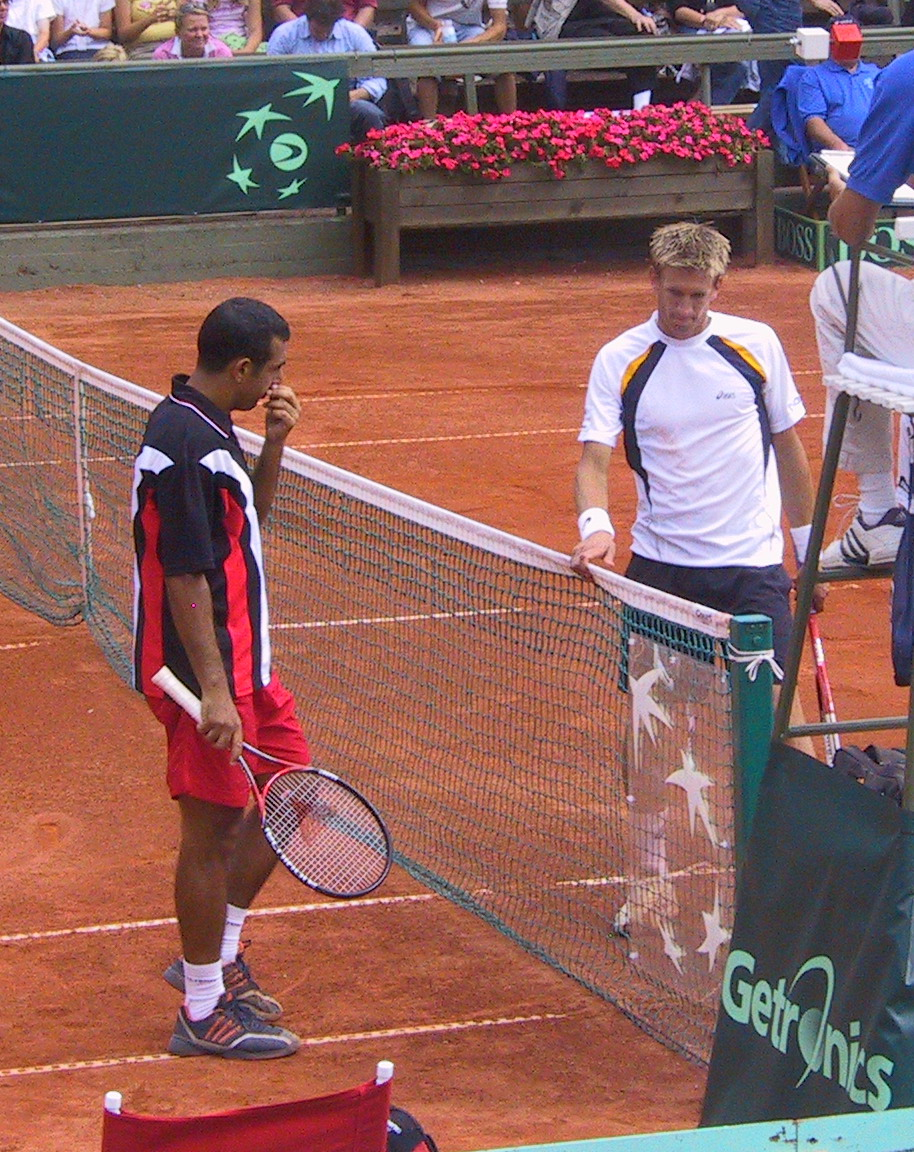
اللعب الجزائري لكرة المضرب